# شرايين ظهرانية لأصابع اليد
شرايين ظهرانية لأصابع اليد (بالإنجليزية: Dorsal digital arteries of hand)‏‏ هو شريان يتفرعُ من شرايين ظهارية ظهرانية.